# Mario Grecchi

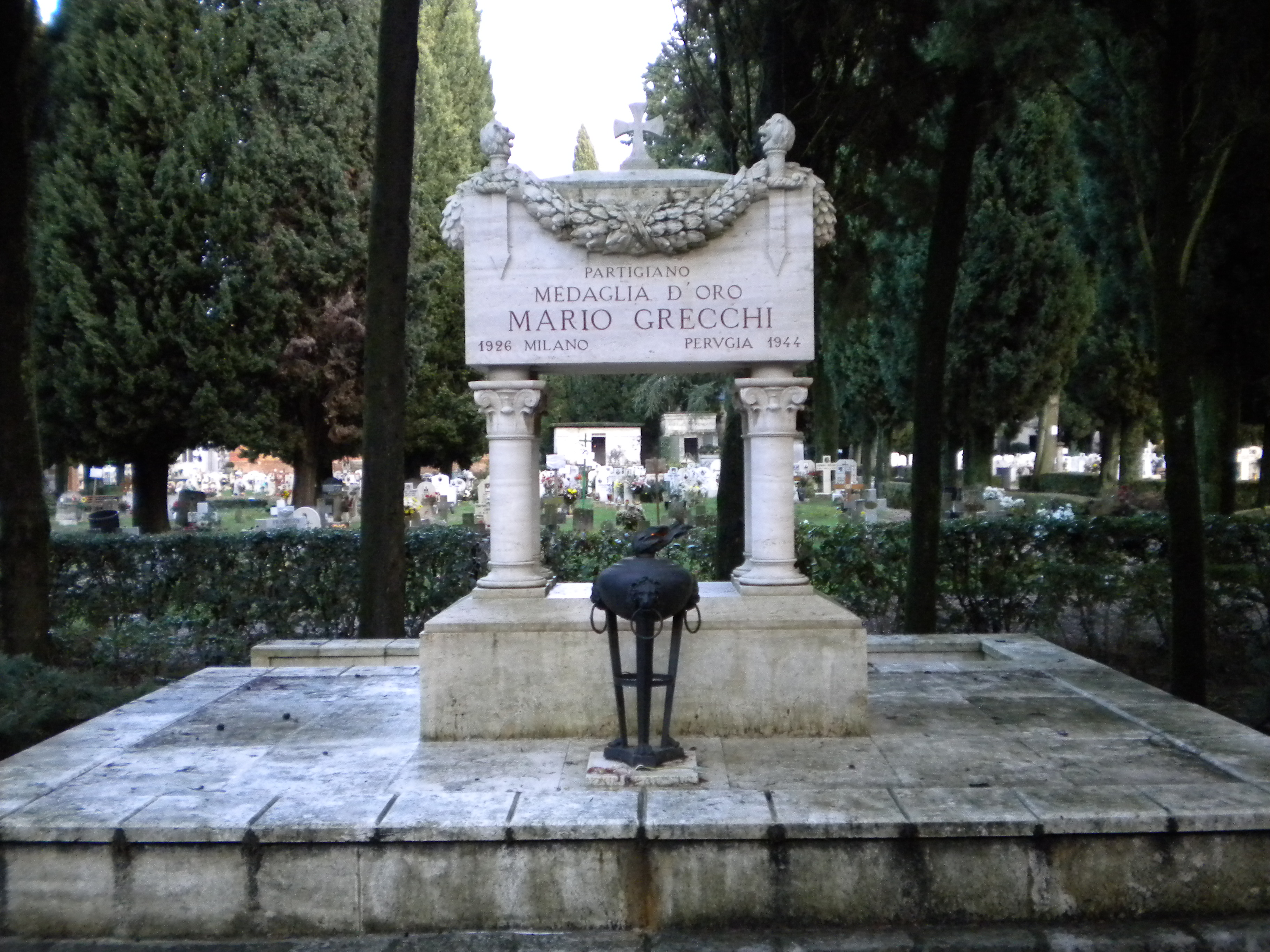
Monumento a Mario Grecchi nel cimitero monumentale di Perugia.

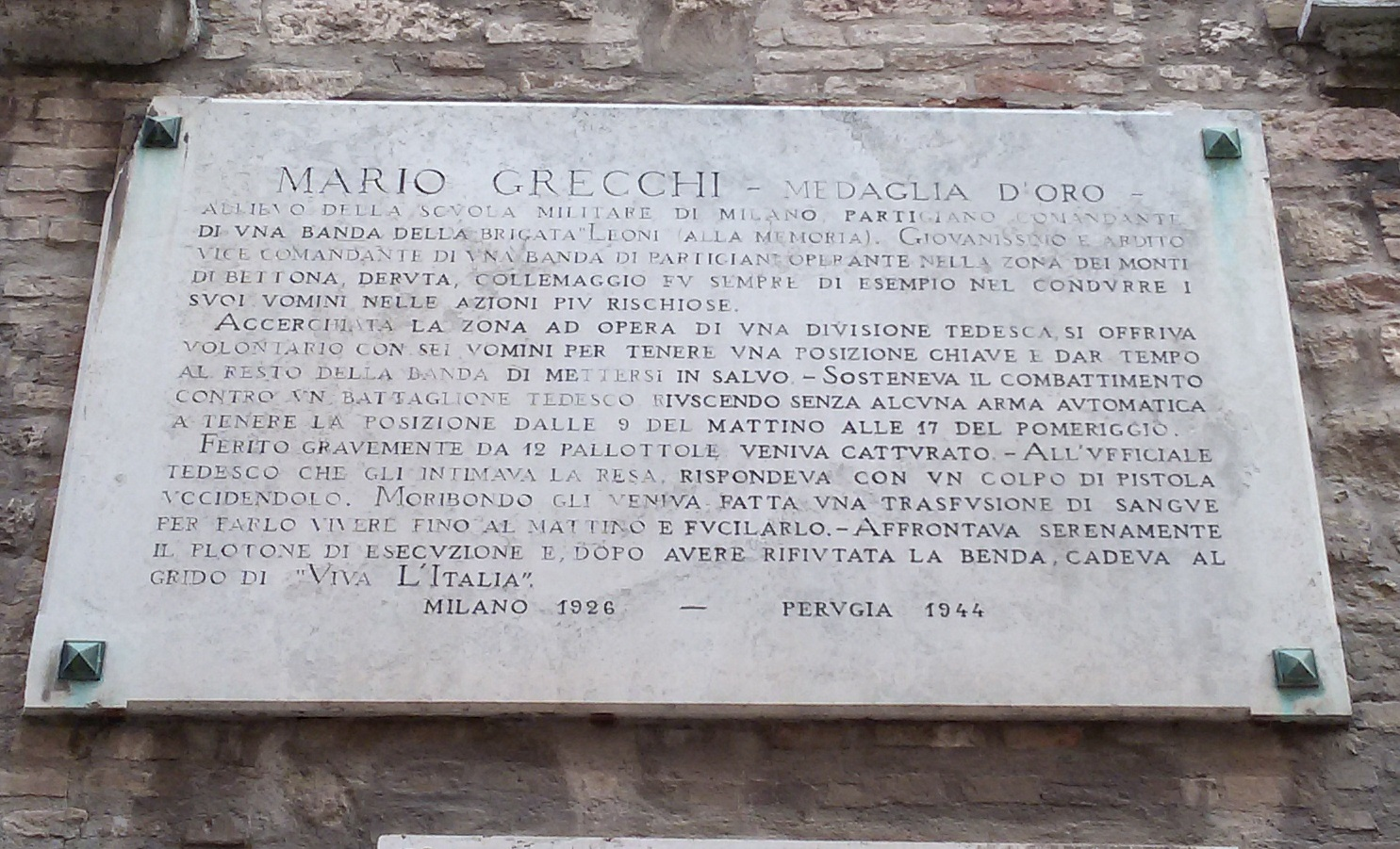
Targa commemorativa a Perugia

Mario Grecchi (Milano, 24 febbraio 1926 – Perugia, 17 marzo 1944) è stato un partigiano italiano, allievo del Collegio Militare di Milano (oggi denominato Scuola militare "Teulié"), medaglia d'oro della Resistenza.

## Biografia
Giovanissimo scese dalla Lombardia fino sugli appennini per combattere a favore degli ideali partigiani contro il nazifascismo, all'alba del dopo 8 settembre.
Date le sue capacità venne eletto comandante di una brigata di liberazione, chiamata Brigata leoni, non solo per le doti di coraggio dei componenti, ma anche e soprattutto visto il campo in cui questa formazione operava, trattandosi di Bettona, Deruta, Collemancio, e Castelleone appunto da cui il nome della squadra.

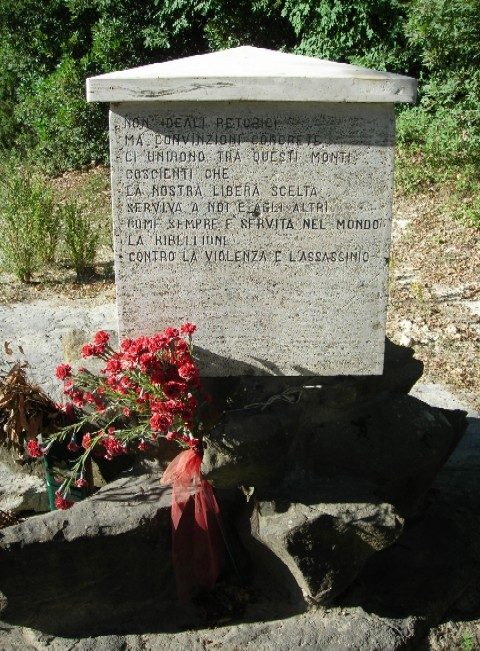
Cippo commemorativo alla Brigata "Leoni", sul monte dei Cinque Cerri, nei pressi di Castelleone di Deruta.

Al culmine di un'operazione cruenta e sanguinosa, fu catturato da un battaglione tedesco, uccise un comandante che gli intimava di arrendersi e fu condannato a morte per fucilazione.
Fu costretto a subire delle trasfusioni di sangue per restare in vita fino all'indomani mattina, quando venne portato al poligono di tiro di Perugia e fucilato con buona parte dei componenti la sua brigata.

## Memoria
La toponomastica umbra lo ricorda in ogni suo paese. Il municipio di Deruta, comune più grande teatro delle sue azioni, è a lui dedicato, dal 2003 quando venne celebrato da rappresentanti dell'allora governo.
A Mario Grecchi nel 2012 è stato intitolato il 17º corso della Scuola Militare Teuliè di Milano.
Il 9 novembre 2016 è stata esposta al pubblico una lapide in suo onore all’ingresso dell’ospedale Santa Maria della Misericordia di Perugia.
Il 10 novembre 2016 a Perugia nell’ambito delle celebrazioni del giorno dell’unità nazionale e della giornata delle forze armate, il Comandante della Scuola lingue estere dell’Esercito (SLEE) ha consegnato la bandiera nazionale al dirigente scolastico dell’Istituto Comprensivo 6 di Istruzione Secondaria di primo grado di Castel del Piano, intitolato a Mario Grecchi.